# 演歌・血液ガッタガタ
「演歌・血液ガッタガタ」（えんか けつえきガッタガタ）は、バラクーダのシングル。

## 解説
作詞：岡本圭司、作曲：ベートーベン鈴木。
第18回全日本有線放送大賞特別賞受賞。50万枚を売り上げた。ベートーベン鈴木によると、「年齢は問わず、女性に人気のある歌」だという。
作詞の際に岡本は血液型性格分類の研究を行ったが成果がなく、親類、知人やファン、関係者などへの調査を元に完成させた。
再結成後のバラクーダの出囃子として使用されている。

## カバー
- ピンクの電話「血液ガッタガタPartII」（1989年）作詞：岡本圭司、ピンクの電話
- OMU☆CHA（2011年）アカペラカバー。アルバム「おむちゃ漬け」に収録。